# 질서위반법
질서위반법(秩序違反法, Ordnungswidrigkeitsrecht)이느 단순한 행정법규 위반 등에 대해 질서벌의 일종인 범칙금이나 과태료의 부과 등을 규율하는 법체계를 말한다.

## 예
- 도로교통법 제117조 이하
- 경범죄처벌법 제5조 이하

## 형법과 구별
형식설과 실질설적 구별이 있는데 형식설에 따르면 일정한 형태에 대한 제재의 종류가 형벌인가 아니면 범칙금, 과태료인가에 따라 양자를 구별한다. 실질설에 따르면 질서위반법의 규율대상은 법익에 대한 위험과 책임비난의 정도가 범죄행위보다 약하고 처벌이 갖는 사회윤리적 비난성도 형벌에 비하여 약하다는 점에서 양자는 양적으로 구별된다.

## 같이 보기
- 형법

## 참고 문헌
- 손동권, 『체계적 형법연습』, 율곡출판사, 2005. (ISBN 8985177915)